# Dangerous (Cascada)
Dangerous è un singolo dei Cascada, terzo estratto da Evacuate the Dancefloor.

## Tracce
1. Dangerous (radio edit) – 2:58
2. Dangerous (Cahill radio edit) – 3:34

## Classifiche
- Finlandia 10
- Paesi Bassi 99
- Slovacchia 3
- Regno Unito 67